# Raddia portoi
Raddia portoi är en gräsart som beskrevs av João Geraldo Kuhlmann. Raddia portoi ingår i släktet Raddia, och familjen gräs. Inga underarter finns listade i Catalogue of Life.